# Évariste Galois
Évariste Galois (25 tháng 10 năm 1811, Bourg-la-Reine – 31 tháng 5 năm 1832, Paris) là nhà toán học người Pháp. 
Anh nổi tiếng nhất với lý thuyết Galois - lý thuyết nghiên cứu về tính giải được của các phương trình đại số dựa trên nhóm hoán vị nghiệm của chúng; và lý thuyết này là một trong những chân trụ cho quan điểm về các cấu trúc toán học hiện đại. Ngoài ra, anh còn đóng góp vào sự phát triển của trường hữu hạn (hay trường Galois) hay lý thuyết nhóm.
Anh hoạt động chính trị với quan điểm ủng hộ phe Cộng Hòa, điều khiến anh phải ngồi tù vài tháng–ngay trước khi anh bị bắn chết trong một cuộc đấu súng tay đôi. Sự kiện cái chết của anh tới này vẫn còn nhiều điều bí ẩn. Thái độ phản kháng của anh với chính trường và những điều còn gây tranh cãi xung quanh cái chết của anh cùng với tầm quan trọng của những công trình mà anh để lại đã giúp anh thường được biết đến với hình tượng của một thiên tài bất hạnh, giống như Niels Henrik Abel.

## Tiểu sử
Sinh ra tại Bourg-la-Reine, trong một gia đình lễ giáo. Cha anh là Nicholas Gabriel Galois, một hiệu trưởng trường trung học và từng là thị trưởng của Paris. Mẹ anh, Adélaïde Marie Demante, là người đã dạy dỗ Galois khi còn bé cho đến lúc 12 tuổi.
Năm 1823, khi 12 tuổi, anh học nội trú tại trường Collège royal (sau này là trường Louis-le-Grand). Anh bị lưu ban trong niên khóa 1826-1827 vì học yếu môn hùng biện. Tháng hai năm 1827, Anh được vào học lớp toán với M. Vernier và từ đó toán học trở thành bộ môn thực sự hấp dẫn Galois. Anh đã tìm hiểu nhiều tác phẩm về bộ môn này như là "Hình học sơ cấp" (Éléments de géométrie) của Adrien-Marie Legendre (1752-1833), "Luận về việc giải các phương trình" (Textes sur la résolution des équations) của Joseph Louis Lagrange (1736-1813) và các tác phẩm khác của những nhà toán học lừng danh như là Leonhard Euler (1707-1783), Carl Friedrich Gauss (1777-1855) và Charles Gustave Jacob Jacobi (1804-1851).
Năm 1828, Galois thi rớt trường Bách khoa (École Polytechnique), một trường kỹ thuật nổi tiếng nhất ở Paris. Trở về, anh ghi tên học lớp chuyên toán trường Louis-le-Grand do Louis Richard giảng dạy và cũng là người thán phục thiên tài toán học của Galois. Ngày 1 tháng 4 năm 1829, những công trình đầu tiên của ông viết về đề tài liên phân số được đăng trên Annales de mathématiques (niên giám toán học). Sau đó, Galois đã bỏ dở nhiều môn học để tập trung nghiên cứu các tác phẩm về hình học của Legendre và nhiều tiểu luận của Lagrange.
Giữa năm 1828, anh trình bày một số tiểu luận về phương pháp giải phương trình đại số cho Viện hàn lâm khoa học Pháp. Nhưng vào tháng 7 năm 1828, một biến cố đã ảnh hưởng nghiêm trọng đến cuộc đời hoạt động về sau của Galois là việc cha anh, Nicholas Gabriel Galois, đã tự sát vì một lá thư nặc danh của một cha cố thuộc dòng Tên. Anh đã trở thành người có tâm lý cực đoan và nỗ lực tham gia các hoạt động chính trị theo nhóm người Cộng Hòa (cấp tiến).
Vài tuần sau, Galois thi trượt vào trường Bách khoa lần thứ hai, trước sự ngạc nhiên của vị giáo sư dạy anh . Người ta truyền tụng rằng, lý do bị đánh rớt là vì anh đã ném miếng giẻ vào đầu một vị giám khảo khi được hỏi một câu mà ông cho là ngớ ngẩn và ngu xuẩn về lượng giác.
Galois có một cuộc đời thực sự thiếu may mắn, chẳng những nhiều công trình của anh bị bỏ xó mà còn, có trường hợp, chúng hoàn toàn bị cất vào không đúng chỗ bởi những người hữu trách. Khi Galois giao cho Augustin Louis Cauchy (1789-1857) tài liệu chứa đựng những kết quả tối quan trọng (mà chính Galois lại không lưu lại bản sao), thì Cauchy lại đánh mất. Một bản luận văn khác của anh cũng đã được đệ trình cho giải thưởng lớn về toán học của Viện Hàn Lâm, Joseph Fourier (1768-1830) tự tay lấy bản văn đó về nhà nhưng lại qua đời một thời gian ngắn sau đó và tài liệu này cũng bị thất lạc. Dưới cái nhìn của Galois, thì sự mất mát này không thể là tình cờ và cho rằng có thể Fourier đã hoặc không hiểu nổi nội dung bản văn hay là đã cố ý đánh mất nó. Ngoài Fourier ra, những người có trách nhiệm đọc qua bản văn trong hội đồng giám khảo giải thưởng còn có Sylvestre François Lacroix (1765-1843), Siméon-Denis Poisson (1781-1840), Louis Poinsot (1777-1859) và Lengendre. Chưa hết, Poisson sau này có nhận được một bản luận văn mới (bản thứ ba của Galois) thì đã từ chối với lý do không đúng thời hạn nhưng thực sự là vì các hành vi chính trị của Galois. Cuối cùng thì Poisson cũng đã đánh giá bản luận văn này nhưng với thái độ bảo thủ:
"Những lý luận của anh ta chẳng những không đủ rõ mà còn không được phát triển để cho chúng ta đánh giá sự chính xác của chúng... Có lẽ tốt hơn là đợi cho tác giả công bố toàn bộ công trình này trước khi đưa ra một ý kiến quyết định."
Năm 1830 Louis Phillipe lên ngôi vua, Galois và các bạn có tiếp xúc với những nhóm Cộng hòa và bị đuổi ra khỏi trường École Préparatoire.

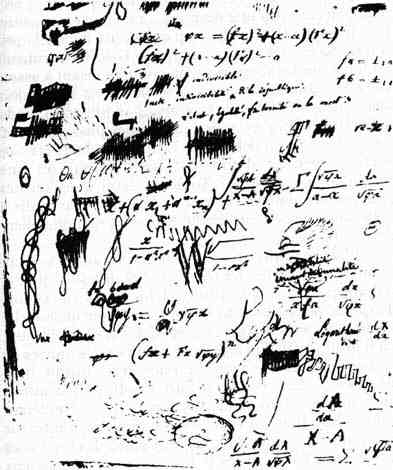
Tờ giấy nháp Galois đã cố gắng viết tư tưởng lên, phần trên có chữ Femme (đàn bà) đã bị xóa nhòa

Năm 1831, nhân vì trong một bữa tiệc anh cầm bánh và một con dao đưa cho Louis Phillipe, anh đã bị bỏ tù vì tội được "diễn dịch" là gây nguy hại cho nhà vua khi anh đã cầm bánh cùng với một con dao đem đến cho vua. Anh được tha sau đó 3 tháng vì còn quá nhỏ tuổi. Tháng sau, anh lại bị bắt tù gần một năm vì sử dụng đồng phục của đội Pháo Vệ binh quốc gia (Artillerie de la Garde Nationale) vốn đã bị giải tán vì lý do đó là mối đe dọa cho ngai vàng. Ngay trong tù anh có viết về tích phân đại số và thuyết đa trị mà cho đến nay không còn tìm được tài liệu này.
Năm 1832, nhân lúc có dịch tả, anh bị chuyển đến dưỡng đường Sieur Faultrier, ở đây, anh gặp và yêu Stephanie-Félicie Poterin du Motel. Cô gái được coi là nguyên nhân cái chết của anh. Đêm cuối trước khi chết (29 tháng 5 năm 1832), Galois đã để lại lá thư tuyệt mệnh cho Auguste Chevalier, trong đó có nêu lên phát hiện về sự liên hệ giữa lý thuyết nhóm và lời giải của các đa thức bằng căn thức. Ngày 30 tháng 5 năm 1932, Galois được đưa vào bệnh viện Cochin sau khi bị trúng một viên đạn ở phần bụng sau khi đấu súng tay đôi với một người khác. Danh tính của người bắn chết Galois tới nay vẫn còn là điều bí ẩn. Do mất quá nhiều máu, đúng 10 giờ sáng, anh trút hơi thở cuối cùng sau khi từ chối sự rửa tội của linh mục. Những lời căn dặn của anh dành cho người em trai Alfred trước lúc ra đi là: 

"Đừng khóc, Alfred! Anh cần có đủ nghị lực để chết ở tuổi hai mươi"

Người ta đã không biết chắc những gì đã xảy ra lúc anh bị bắn gục nhưng có nhiều giả thuyết tin rằng anh vì người yêu và đã thách đấu với một quân nhân hoàng gia, một người bất đồng chính kiến với anh hoặc giả có thể anh bị giết vì một nhân viên an ninh của cảnh sát.
Những đóng góp toán học của Galois mãi đến năm 1843 mới được hiểu và Joseph Liouville khi xem bản thảo của anh đã tuyên bố là Galois đã giải được bài toán do Niels Henrik Abel đưa ra lần đầu tiên. Bản thảo của anh cuối cùng được công bố toàn bộ trong Journal des mathématiques pures et appliquées (Tạp chí toán lý thuyết và ứng dụng) vào khoảng tháng 10-11 năm 1846. Tuy nhiên, phải đến năm 1870, khi nhà bác học Pháp Camille Jordan xuất bản cuốn sách "Tạp luận văn về các phép thế và phương trình đại số" với 667 trang giải thích nội dung bản thảo của Galois viết trước khi đấu súng, tài năng của nhà toán học vĩ đại này mới được thừa nhận.
Ngày 13 tháng 6 năm 1909, Viện Hàn lâm Khoa học Pháp tổ chức một cuộc mít tinh trọng thể trước ngôi nhà hai tầng của Galois ở Bourg-la-Reine quê hương anh, chính thức lấy ngôi nhà này làm viện bảo tàng Galois. Các nhà toán học thế giới ngày nay coi anh là người sáng lập đại số cao cấp hiện đại và là một trong những người xây dựng nền tảng của toán học hiện đại nói chung.

## Sự nghiệp Toán học

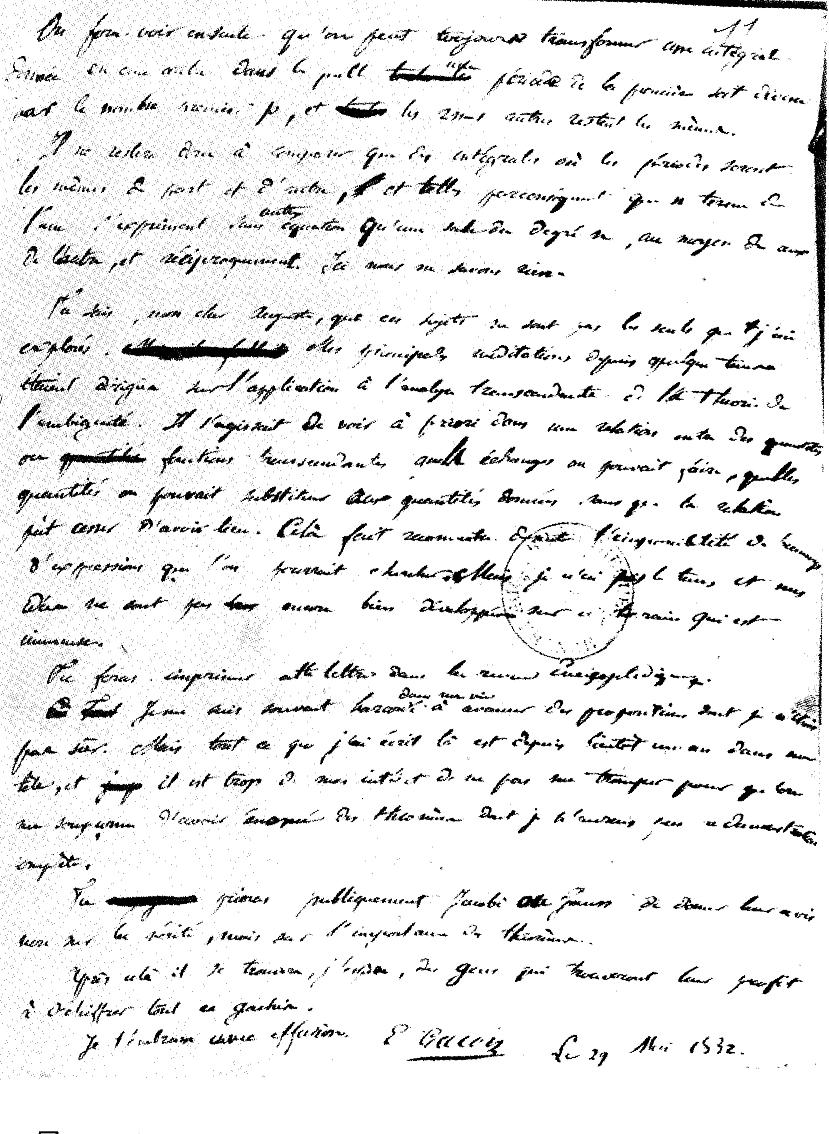
Trang cuối cùng trong bức thư cuối cùng về toán học của Galois.

Trong bức thư cuối cùng về Toán học của Galois gửi cho người bạn Auguste Chevalier, gửi vào ngày 29 tháng 5 năm 1832 (hai ngày trước khi Galois qua đời) có những dòng:
"Tu prieras publiquement Jacobi ou Gauss de donner leur avis, non sur la vérité, mais sur l'importance des théorèmes.
Après cela, il y aura, j'espère, des gens qui trouveront leur profit à déchiffrer tout ce gâchis."

(Hãy hỏi Jacobi hoặc là Gauss về ý kiến của họ, không phải hỏi xem tôi có đúng hay không, mà hỏi cảm nghĩ của họ về tầm quan trọng của những định lí này. Sau này, tôi tin rằng sẽ có ai đó tìm được điều gì hữu ích cho họ trong đống lộn xộn này.)
Trong khoảng 60 trang mà Galois tổng hợp hết các công trình của mình, chúng đều chứa đựng các ý tưởng đột phá và mấu chốt trong gần như mọi lĩnh vực của toán học. Công trình của anh thường được đem so sánh với Niels Henrik Abel (1802 - 1829), một nhà toán học trẻ tuổi tài năng nhưng đoản mệnh khác, bởi nhiều lĩnh vực mà cả hai người cùng nghiên cứu. 

### Đại số
Nhiều nhà toán học trước Galois đã có ý niệm về cấu trúc nhóm, nhưng Galois là người đầu tiên sử dụng từ tiếng Pháp groupe (nhóm) để miêu tả cấu trúc này. Anh cũng miêu tả sự phân tích của các nhóm thành các lớp ghép trái và phải, nếu bằng nhau được gọi là phân tích tiêu chuẩn - khái niệm tương đương mà ngày nay người ta gọi là nhóm con chuẩn tắc. Anh cũng giới thiệu khái niệm về trường hữu hạn (hay được gọi là trường Galois để vinh danh anh) tương tự như cách ta hiểu ngày nay.

### Lý thuyết Galois
Đóng góp nổi bật nhất của Galois cho toán học là việc bước đầu xây dựng lý thuyết Galois. Galois nhận ra được sự tương tự của các nghiệm phương trình đa thức với cấu trúc nhóm các hoán vị các nghiệm của đa thức (hay nhóm Galois của đa thức). Galois phát biểu rằng, một phương trình đa thức hệ số hữu tỉ là giải được bằng căn thức nếu nhóm Galois của đa thức đó tồn tại một dãy nhóm con thỏa mãn một số tính chất nhất định - hay gọi là nhóm giải được. Cách tiếp cận này thể hiện rõ ưu điểm của nó, hơn nữa sau này được các nhà toán học tiếp tục sử dụng trong nhiều lĩnh vực khác, vượt ra ngoài lĩnh vực ban đầu là nghiên cứu về các phương trình đa thức.

### Giải tích
Galois cũng có những đóng góp về các tích phân Abel và liên phân số. 

## Hình ảnh trong văn hóa và ghi danh

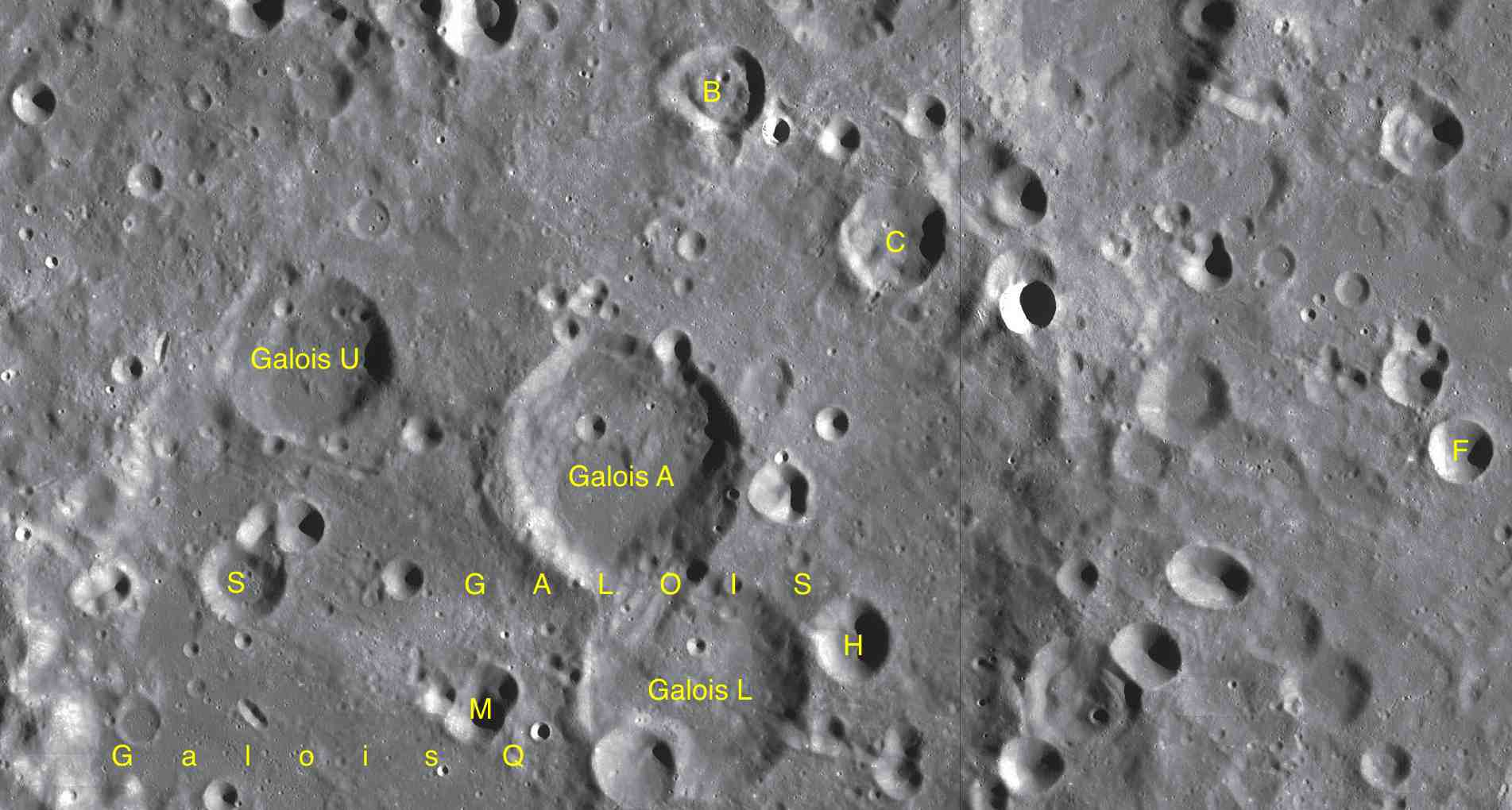
Miệng hố va chạm Galois

Tên của anh được đặt cho một miệng hố va chạm trên mặt ngoài của Mặt Trăng. Phim ngắn năm 1965 đạo diễn bởi Alexandre Astruc về những giờ phút cuối cùng trong cuộc đời nhà toán học trẻ. Năm 2010, một phim ngắn nữa dựng lại những giờ phút này.